# Yssouf Koné
Yssouf Koné (Korogho, Costa de Marfil, 19 de febrero de 1982) fue un futbolista marfileño, aunque también tiene nacionalidad burkinesa. Jugaba de delantero y su último equipo fue el Vålerenga Fotball.

## Biografía
Yssouf Koné empezó su carrera profesional en Marruecos en 2002 cuando se unió al Raja Casablanca. Este equipo lo cedió un año al Qingdao Hailifeng de China. A su regreso ficha por el Olympique de Safi.
En 2005 emigra a Italia para jugar con el US Lecce, aunque casi no llegó a jugar debido a que los médicos del club detectaron que Yssouf Koné sufría una hipertrofia cardiaca.
Al año siguiente es traspasado al Rosenborg Ballklub noruego por 500000 euross. Con este equipo se proclama campeón de Liga en su primer año. En la temporada 2007-08 marcó 8 goles en la Liga de Campeones de la UEFA.
En 2008 firma un contrato con su actual club, el CFR Cluj de Rumania, equipo que tuvo que realizar un desembolso económico de 1,5 millones de euros para poder hacerse con sus servicios. Debuta en la Liga I el 24 de agosto en el partido Vaslui 2-1 CFR Cluj.

## Selección nacional
Ha sido internacional con la Selección de fútbol de Burkina Faso en 8 ocasiones. Su debut con la camiseta nacional se produjo el 20 de junio de 2004 en un partido contra la República Democrática del Congo (3-2). 

### Goles internacionales
| # | Fecha      | Lugar                         | Rival      | Gol | Resultado | Competición                |
| - | ---------- | ----------------------------- | ---------- | --- | --------- | -------------------------- |
| 1 | 01-06-2008 | Stade du 7 novembre, Túnez    | Túnez      | 1-1 | 1-2       | Clasificación Mundial 2010 |
| 2 | 01-06-2008 | Stade du 7 novembre, Túnez    | Túnez      | 1-2 | 1-2       | Clasificación Mundial 2010 |
| 3 | 21-06-2008 | Stade du 4-Août, Burkina Faso | Seychelles | 4-1 | 4-1       | Clasificación Mundial 2010 |

## Clubes
| Club                  | País      | Año       |
| --------------------- | --------- | --------- |
| Raja Casablanca       | Marruecos | 2002-2003 |
| Qingdao Hailifeng     | China     | 2004      |
| Olympique de Safi     | Marruecos | 2004      |
| Unione Sportiva Lecce | Italia    | 2005      |
| Rosenborg Ballklub    | Noruega   | 2006-2008 |
| CFR Cluj              | Rumania   | 2008-2010 |
| Vålerenga Fotball     | Noruega   | 2011-2013 |

## Títulos
- 1 Liga de Noruega (Rosenborg Ballklub, 2006)
- 1 Copa de Rumanía 2008/09
- 1 Supercopa de Rumanía 2009